# Agência Senado
A Agência Senado  é uma agência de notícias do Senado Federal brasileiro responsável pela produção das notícias relacionadas aos trabalhos do Poder Legislativo, especialmente, do Senado Federal e dos senadores brasileiros.

## História
Foi criada em 1995, sendo o primeiro veículo a ser criado dentro da proposta de implantação de um sistema de comunicação de massa gerido pelo próprio Senado, em busca de dar maior transparência à atividade parlamentar e oferecer mais interatividade com a sociedade. Além de produzir as matérias para o Jornal do Senado, sobre todas as atividades dos parlamentares no Senado Federal, a Agência Senado de Notícias disponibiliza sua produção, pela internet por meio do portal Senado Notícias, para todo cidadão e para outras agências noticiosas, públicas e privadas e também para todos os demais veículos de comunicação. Além disso, a Agência produz notas em tempo real e fotos relativas à sua cobertura jornalística, pela Internet, sem qualquer custo para os seus usuários, bastando citar a fonte. 

## Ligação externa
- Agência Senado (página oficial)